# Concepción Aleixandre
Concepción Aleixandre (née en 1862 à Valence et morte en 1952), de son nom complet María Concepción Aleixandre Ballester est une enseignante, médecin, gynécologue, inventrice et scientifique espagnole.
Elle est la première femme acceptée au sein de la Société espagnole de gynécologie, en 1892. Ses travaux scientifiques sont principalement connus pour ses publications scientifiques, et pour ses discours énoncés lors de conférences. Elle a également appartenu à plusieurs organisations féministes luttant pour l'avancée des droits des femmes. En 2001, Concepción Aleixandre figure parmi les « 100 femmes du XXe siècle qui ont ouvert la voie pour l'égalité aux femmes du XXIe siècle » lors d'une exposition madrilène.

## Biographie
Concepción Aleixandre réalise ses études à la Faculté de médecine de l'Université de Valence. Elle en sort diplômée en 1889. Durant ses études, elle fait partie avec Manuela Solís, diplômée la même année, et Sinesia Pujalte Martínez, qui abandonne ses études en cinquième année, des trois seules femmes étudiantes en médecine de l'université.
Ces trois cas sont considérés comme exceptionnels. En effet, l'accès dans les mêmes conditions à l'éducation supérieure entre les hommes et les femmes n'est permis qu'en 1910, par une Ordonnance souveraine du roi Alfonso XIII. Aleixandre, qui disposait déjà du titre d'enseignante depuis 1883, dédie ensuite sa vie professionnelle à la médecine.

## Scientifique
Concepción Aleixandre est considérée comme une scientifique de renom, spécialiste en gynécologie, qui a publié ses travaux avec une grande régularité dans la presse médicale espagnole. Elle est médecin titulaire à l'Hospital de la Princesa de Madrid et médecin dans une institution de bienfaisance de la province de Madrid. Elle brevète également en 1910 deux instruments de gynécologie, destinés à corriger la descente de la matrice (brevet no 47109,).
Elle participe à la diffusion de connaissances sur l'hygiène auprès des femmes. Elle gère la section consacrée à la « santé de la femme » dans la revue La Medicina Social Española (1916-1920). Elle donne des conférences et réalise également des discours, dont l'un est prononcé à l'occasion de l'Union ibéro-américaine de 1907 à Madrid. Elle participe à des campagnes sanitaires, avec d'autres personnalités comme Azorín, Navarro Fernández, Alonso Muñoyerro et Antonio López Muñoz (1923) et d'Hygiène sociale (1927). Elle s'occupe également d'enseignements dispensés dans le Centre populaire ibéro-américain de Madrid.

## Organisations scientifiques
Elle est la première femme admise au sein de la Société espagnole de gynécologie. Elle appartient et participe à plusieurs organisations scientifiques :
- Congrès médicopharmaceutique de Valence, section Médecine publique et spécialités (1891)
- Comité organisateur du Congrès pédagogique (1892)
- Société espagnole de gynécologie (1892)
- Société espagnole d'hygiène
- Association espagnole pour le progrès des sciences (1912)
- Congrès d'éducation physique à Madrid (1917)

## Organisations féministes
Concepción Aleixandre appartient à plusieurs sociétés exclusivement féminines et est une engagée pour l'avancée des droits des femmes. Elle apporte son soutien avec Amalio Gimeno, Blanche des Rivières, et Pérez Galdós à un manifeste en faveur de l'admission de l'écrivaine Emilia Pardo Bazán à l'Académie royale espagnole de la Langue (juin 1914). Elle préside l'institution de Protection Médicale, une institution de caractère privé fondée en 1913.
En 1928, elle crée, avec Elisa Soriano et Arroyo Márquez, l'Association nationale des femmes médecins. Ils créent ainsi la création de la revue Las médicas et participent aux congrès de l'Association internationale des femmes médecins.
Elle a milité dans plusieurs organisations féministes :
- Conseil national des Femmes (1919)
- Comité féminin d'Hygiène populaire.
- Section des Femmes de l'Union ibéro-américaine
- Association des femmes médecins espagnoles, présidente honoraire (1928)

## Publications
Ses travaux écrits sont principalement constitués d'articles publiés dans des revues scientifiques, ainsi que de participation à des conférences lors de organisations scientifiques comme grand public.

## Postérité
En 2001, Concepción Aleixandre est l'une des femmes sélectionnées à l'occasion d'une exposition madrilène portant sur « 100 femmes du XXe siècle qui ont ouvert la voie à l'égalité au XXIe siècle. »